# Evynnis japonica
Evynnis japonica (Тай японський) — вид морських окунеподібних риб родини Спарові (Sparidae).

## Опис
Максимальна довжина тіла сягає 35 см, в середньому 25 см. Тіло високе, овальне. Зовні схожий на морського карася, від якого відрізняється більш вираженим червоним кольором тіла з розкиданими по боках синіми хвилястими плямами. Колючі промені спинного плавця (з третього по п'ятий) з м'якими верхівками. Черевні плавці починаються під основою грудних.

## Поширення
Вид мешкає на заході Тихого океану біля берегів Китаю та Філіппін. Населяє рифи на глибині до 100 м.

## Спосіб життя
Живиться безхребетними і водоростями. Мешкає в прибережних водах серед скель і рифів. Нереститься восени, з вересня по листопад. Мальки і молодь в масі з'являються на мілководді, в бухтах і затоках південно-західної Японії.